# Chữ Nôm
A chữ nôm (𡦂喃) egy vietnami írás , amely a kínai írásból ( vietnamiul: hán tự ) származik . Az írás eredete Vietnam felszabadításáig, a 10. századig nyúlik vissza. A 20. század elejéig volt használatban. A 18. században kezdték felváltani a latin ábécé (vietnamiul: quốc ngữ , kínaiul:國語), amelyet a vietnami kiejtéshez igazítottak.
A kínai-vietnami írásban a kínai ideogrammák és piktogramok általában megtartották jelentésüket, miközben vietnami szókincset is szereztek . Ezek alapján a vietnamiak új piktofonetikus karaktereket hoztak létre , amelyek a vietnami kiejtésen (betűn) alapuló szemantikai és fonetikai elemekből állnak. Ezek a kínaiak számára általában érthetetlen karakterek különböztetik meg a chữ nôm-ot a kínai írástól.
A korai kínai íráshoz hasonlóan a chữ nômnak is számos változata volt ugyanannak a karakternek. Azonban, míg a kínai írást a Kispecsét írással kezdve szabványosították , a chữ nôm soha nem alkalmazott egyetlen szabványt sem. Sok szónak több változata is van egy karakternek. Ez megnehezítette a tanulást, és hozzájárult a latin ábécére való áttéréshez.
Történelem[ szerkesztés | kód szerkesztése ] A chữ nôm eredete az i. e. 1. századtól az i. sz. 10. századig nyúlik vissza, amikor Észak-Vietnam kínai uralom alá került. A vietnami elit ebben az időszakban kínaiasodott , és átvette a kínai írást és kultúrát. Ezen időszak vége felé függetlenségi mozgalmak bontakoztak ki Észak-Vietnámban, amelyek a 10. században egy natív kínai írás kialakulásához vezettek, amelyet akkoriban quốc âm-nak (國音, szó szerint „nemzeti” ) neveztek. A quốc âm írásjel 939-ben jelent meg az első független északi állam – Đại Cồ Việt (大瞿越, a középső 瞿 karakterre utal) – nevében .
A függetlenség elnyerése után a vietnami tudósok energikusan fejlesztették a Chữ Nôm nyelvet, és további, a nyelvükhöz igazított piktogramokat kezdtek létrehozni. A következő ezer évben a vietnami filozófiai, vallási és történelmi műveket, valamint a hivatalos dokumentumokat déli írással írták . A legrégebbi ismert ereklye egy 1209-ből származó sztélé a Bảo Ân templomban. Egy másik ősi felirat egy bronzharangon a Đồ Sơn-i Vân Bản pagodában 1076-ból származik, de datálása bizonytalan.
A chữ nôm írásnak sokáig versenyeznie kellett a tisztán kínai írással, és csak a 18. században kezdett el uralkodni, beleértve a Tây Sơn (西山) császárok uralkodása alatt (1788–1802), amikor minden hivatalos levelezést ebben az írásban írtak. Ebben az időszakban a déli írást olyan írók és költők használták, mint Nguyễn Du (阮攸) és Hồ Xuân Hương (胡春香).
Azonban már a 17. században megjelent a francia jezsuita Alexandre de Rhodes által megalkotott quốc ngữ (國語) alfabetikus írás . Fokozatosan felváltotta a déli írást. 1920-ban a gyarmati hatóságok betiltották a chữ nôm használatát. Ma világszerte csak körülbelül 100 ember, elsősorban tudósok, buddhista papok és Kínában élő idős vietnamiak (jing, 京 néven ismertek) tudják olvasni a kínai-vietnami írást. Nyolcvanmillió vietnami fér hozzá a nemzeti irodalmi örökséghez quốc ngữ nyelvre írt átiratokon keresztül.